# 田村茂三郎
田村 茂三郎（たむら もさぶろう、前名・茂登馬、1874年（明治7年）10月6日 -1963年10月9日没は、日本の実業家、群馬県多額納税者。田村旅館（現四万たむら）12代目当主。 

## 人物
群馬県・先代茂三郎の長男。慶應義塾で学び、福澤諭吉に直接薫陶を受ける。1896年、慶應義塾正科を卒業。1905年、父茂三郎の退隠により家督を相続し、茂登馬を改め襲名する。
温泉旅館業を営む。福澤諭吉からの進言を受け、バス会社を設立する。また群馬大同銀行取締役をつとめる。
群馬県多額納税者である。貴族院多額納税者議員選挙の互選資格を有する。群馬県在籍で、住所は同県吾妻郡沢田村（現中之条町）。

## 家族・親族
田村家
- 父・茂三郎[2]
- 母・りさ（1847年 - ?、群馬、町田明七の長女）[4]
- 妹、弟[4]
- 妻・とく（1879年 - ?、群馬、廣木清作の長女）[2][4]
- 男・茂（1904年 - ?）
  - 同妻・定（1910年 - ?、東京、折原初太郎の二女）[2]
- 二男・登（1910年 - ?）[4]
- 三男[4]
- 四男[4]
- 長女[2]
- 二女・みき（1901年 - ?、群馬、等松農夫蔵の妻）[2]
- 三女[2]
- 四女[2]
- 五女・ちか（1904年 - ?、鳥取、石田哲一の妻）[2]
- 孫[2]

親戚
- 石田哲一[2]（裁判官）
- 等松農夫蔵[2]（海軍軍人）